# Emma Kapral
Emma Kapral (* 18. Juni 1877 in Wien; † 18. Februar 1969 ebenda) war eine österreichische Politikerin der Christlichsozialen Partei (CSP).

## Leben und Wirken
Emma Kapral stammt aus einem christlichsozialen Milieu und wurde am 18. Juni 1877 als älteste Tochter von Johann Kapral, einem Inspektor der k. k. priv. Südbahn, und dessen Ehefrau Agnes, einer aus Schlesien stammenden Hausfrau, in Wien geboren. Sie hatte sieben Schwestern, sowie einen Bruder. Alle Mädchen bekamen eine Berufsausbildung; so waren Lehrerinnen, Bahnbeamtinnen oder eine Schneiderin darunter; eine weitere Schwester führte eine Pension. Der 15 Jahre jüngere Bruder Alois war ein Diplomingenieur, sowie Mitglied einer deutschnationalen Burschenschaft und in weiterer Folge ein Mitglied der illegalen NSDAP. Eine ihrer Schwestern war mit einem Sozialdemokraten verheiratet.
Nach dem Besuch der Volks- und Bürgerschule in Wien besuchte sie ein Lehrerinnenseminar der Ursulinen und wurde daraufhin Lehrerin an verschiedenen Wiener Schulen. Später war sie unter anderem Direktorin an der Bürger- und später Hauptschule Rennweg in Wien/Landstraße. Im Jahre 1919 tritt sie erstmals öffentlich politisch in Erscheinung und engagierte sich vor allem in der Katholischen Frauenorganisation (KFO). Erst in den 1930er Jahren machte Kapral politische Karriere und war unter anderem ab 1930 Mitglied der Parteileitung der Wiener Christlichsozialen Partei (CSP). Vom 2. Dezember 1930 bis zum 2. Mai 1934, in der IV. Gesetzgebungsperiode, war sie die einzige weibliche Nationalratsabgeordnete der CSP. Vor ihrer Kandidatur gab es Proteste seitens der KFO und anderer katholischer Frauenverbände, da von 1927 bis 1930 keine einzige christlichsoziale Frau in den Nationalrat gewählt worden war. Im Nationalrat war sie vor allem im bildungs- und sozialpolitischen Sektor bemüht. Des Weiteren hatte sie in den 1930er Jahren leitende Funktionen innerhalb der Katholischen Frauenorganisation inne. So leitete sie unter anderem deren Schulsektion und wurde noch 1933 zur Vizepräsidentin gewählt. Bereits ab dem Jahr zuvor leitete sie den Verein Katholischer Lehrerinnen Österreichs. Im Jahre 1932 wurde sie als Nachfolgerin von Gabriele Walter Mitglied der katholisch-intellektuellen Leo-Gesellschaft, die in den Jahren 1938 bzw. 1939 aufgelöst wurde. Im autoritären Ständestaat war sie auch ein Mitglied der Vaterländischen Front. 1934 protestierte Kapral gegen das Doppelverdienergesetz und engagierte sich für die Erwerbstätigkeit lediger Frauen.
Nachdem die KFO bis dahin noch legal agieren durfte, änderte sich dies spätestens 1935, als die KFO trotz massiven Widerstands ihrer Funktionärinnen und der Präsidentin Alma Motzko in die Katholische Aktion eingegliedert wurde. Aufgrund ihrer Nähe zur klerikalen Führung wurde Kapral anfangs als provisorische Vorsitzende eingesetzt. In der Zeit des Nationalsozialismus wurde die gebürtige Wienerin als prominente Katholikin und Mitglied der Vaterländischen Front stets politisch beobachtet. Am 1. Juli 1938 schloss sich die Schulrätin der Nationalsozialistischen Volkswohlfahrt (NSV) an, war aber kein Mitglied der NSDAP. Im Jahre 1939, mittlerweile 62 Jahre alt, wurde Kapral pensioniert und kam im August 1944 in Polizeihaft. Die Freiheitsstrafe, sowie die spätere Überprüfung standen im Zusammenhang mit dem Attentat auf Adolf Hitler am 20. Juli 1944 im Führerhauptquartier Wolfsschanze. Nach dem Zweiten Weltkrieg engagierte sich Kapral weiterhin in der Katholischen Lehrerinnenschaft, sowie in der Caritas. Des Weiteren trat sie von 1945 bis 1948 als Obfrau des ÖAAB Wien/Landstraße in Erscheinung. In Alm bei Salzburg, dem langjährigen Urlaubsort Kaprals, wurde seitens des ÖAAB die Benennung eines Heims in Emma-Kapral-Heim initiiert.
Kapral, die unverheiratet blieb, lebte zusammen mit ihrer ebenfalls ledig gebliebenen Schwester Poldi, die ihr den Haushalt führte, in der elterlichen Wohnung in der Hafengasse im 3. Wiener Gemeindebezirk Landstraße. Als Emma Kapral im hohen Alter ins Altersheim übersiedelte, wurde ihre Wohnung geräumt und der möglicherweise vorhandene Nachlass vernichtet. Am 18. Februar 1969 starb die einstige Nationalratsabgeordnete im Alter von 91 Jahren in ihrer Heimatstadt Wien und wurde am 25. Februar 1969 am Wiener Zentralfriedhof (Gruppe 72 B, Reihe 9, Nummer 11) beerdigt.